# Ancema aristarchus
Ancema aristarchus är en fjärilsart som beskrevs av Hans Fruhstorfer 1912. Ancema aristarchus ingår i släktet Ancema och familjen juvelvingar. Inga underarter finns listade i Catalogue of Life.